# Brachypogon paraensis
Brachypogon paraensis är en tvåvingeart som beskrevs av Wirth och Blanton 1970. Brachypogon paraensis ingår i släktet Brachypogon och familjen svidknott. Inga underarter finns listade i Catalogue of Life.